# Albert Schödlbauer
Albert Schödlbauer (* 23. November 1934 in München) ist Universitätsprofessor i. R. an der Universität der Bundeswehr München und Autor mehrerer Lehrbücher.
Er war bis September 2000 Professor für Allgemeine Geodäsie am Institut für Geodäsie und Geoinformation der Fakultät Bauingenieur- und Vermessungswesen. Unter seinen Publikationen sind besonders zwei Lehrbücher zu erwähnen:
- Rechenformeln und Rechenbeispiele zur Landesvermessung, Teil 1 und Teil 2, Herbert Wichmann Verlag, Karlsruhe 1981.
- Geodätische Astronomie – Grundlagen und Konzepte. De Gruyter, Berlin/New York 1999/2000 (Standardwerk; eine zweite Auflage ist geplant).